# Блондзім (Свецький повіт)
Блондзім (пол. Błądzim, нім. Blondzmin) — село в Польщі, у гміні Льняно Свецького повіту Куявсько-Поморського воєводства.
Населення — 610 осіб (2011).
У 1975-1998 роках село належало до Бидгощського воєводства.

## Демографія
Демографічна структура станом на 31 березня 2011 року:
|          | Загалом | Допрацездатний вік | Працездатний вік | Постпрацездатний вік |
| -------- | ------- | ------------------ | ---------------- | -------------------- |
| Чоловіки | 312     | 66                 | 212              | 34                   |
| Жінки    | 298     | 62                 | 179              | 57                   |
| Разом    | 610     | 128                | 391              | 91                   |